# Jonathan Blow

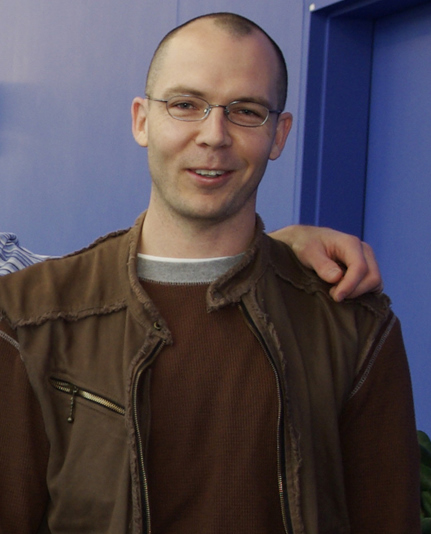
Jonathan Blow (2008)

Jonathan Blow ist ein US-amerikanischer Spieleprogrammierer und Entwickler. Bekanntheit erlangte er als Schöpfer des Spiels Braid, welches 2008 erschien und von den Kritikern sehr positiv aufgenommen wurde.
Für viele Jahre schrieb er eine Kolumne für das Game Developer Magazine. Er ist der Hauptveranstalter des Experimental Gameplay Workshop auf der Game Developers Conference, die für neue Ideen in Computerspielen bekannt ist. Außerdem ist Blow Stammgast beim Indie Game Jam und Mitbegründer des Indie Fund, ein Fonds zur Entwicklung von Indie-Spielen.

## Kindheit und Ausbildung
Blow gibt an, sich bereits in frühen Volksschuljahren von seinen Eltern abgenabelt zu haben. Seine Mutter, eine ehemalige Nonne, erinnerte ihn andauernd an die bevorstehende Ankunft von Jesus. In den mittleren Achtzigern verstieß sie seine ältere Schwester aufgrund ihrer Homosexualität. Blows Vater arbeitete als Militärdienstleister und verbrachte seinen Feierabend allein in seinem Arbeitszimmer, in dem keine Kinder erlaubt waren. Blow sagte dazu in The Atlantic, “Early on, I detected that there weren't good examples at home, so I kind of had to figure things out on my own … I had to adopt a paradigm of self-sufficiency.”
Blow studierte Informatik und Kreatives Schreiben an der University of California, Berkeley und war dort für ein Semester Vorsitzender der „Computer Science Undergraduate Association“. 1993 verließ er die Universität ein Semester vor seinem Abschluss.
In San Francisco hatte er verschiedene technische Anstellungen, bis er mit 24 Jahren die Game-Design Firma Bolt-Action Software mit Bernt Habermeier gründete. Die Firma ging nach vier Jahren mit einem Schuldenstand von 100.000 Dollar pleite.

## Karriere

### Braid
Im Dezember 2004, inspiriert durch eine Reise nach Thailand, entwickelte Blow einen Prototyp für einen Plattformer, in welchem der Spieler die Zeit beeinflussen kann. Die Demoversion hatte eine unausgereifte Grafik, ermöglichte dem Spieler aber, alle Objekte auf dem Bildschirm zu einem früheren Stand zurückzuspulen. Ermutigt durch die Rückmeldung seiner Kollegen arbeitete Blow an Braid von April bis Dezember 2005 bis zur Fertigstellung des Prototyps. Diese Version gewann 2006 den Independent Games Festival Game Design Award auf der Game Developers Conference.
Er setzte die Arbeit am Spiel fort und fokussierte sich auf die Gestaltung und Musik. Bis zum Erscheinen im Jahr 2008 auf Xbox Live Arcade, gab er dem Spieldesign den letzten Feinschliff. Bis dahin war Blow mit 40.000 Dollar verschuldet und hatte bereits 200.000 Dollar in die Entwicklung des Spiels investiert.
Das Spiel erschien am 8. August 2008. Es wurde von den Kritikern gelobt und war ein finanzieller Erfolg. Eine durchschnittliche Bewertung von 93 % auf Metacritic machen es zum am besten bewerteten Xbox Live Arcade Spiel. Braid wurde in der ersten Woche mehr als 55.000 mal verkauft. Blow erinnerte sich, dass er davor kein Geld erhalten hatte, bis zu dem Tag, an dem er die vielen Nullen auf seinem Bankkonto sah.

### The Witness
Das 2009 angekündigte und am 26. Januar 2016 erschienene The Witness ist Blows jüngstes Werk. Es handelt sich um ein Rätselspiel in der Egoperspektive, in dem ein auf einer Insel gestrandeter Spieler versucht, verschiedene Labyrinth-Rätsel zu lösen. Blow hat, wie schon bei Braid, sein eigenes Geld investiert, laut Berichten zwei bis drei Millionen Dollar.
Erstes öffentliches Vorschaumaterial löste ernüchternde Reaktionen aus, da vermutet wurde, dass es lediglich um das Lösen von einfachen Labyrinth-Rätsel geht. Blow reagierte auf diese Aussagen damit, dass das Vorschau-Material nicht den ganzen Umfang des Lösungsprozesses abbildet, welcher sich, wie schon im Vorgängerspiel Braid, im Kopf des Spielers abspielt. Er sagte „I wouldn’t make a game about solving a series of rote puzzles.“
In der Vorschau zu The Witness ließ Blow Journalisten, der Stimmung des Spiels entsprechend, das Spiel in einer ruhigen Umgebung spielen. Es gab Lob für die Vorschau des Spiels, insbesondere Kirk Hamilton von Kotaku nannte sie „an exercise in Symphonic Game Design.“ The Witness wurde bisher für die PlayStation 4 und Windows/Mac veröffentlicht.

### Andere Arbeiten
Im März 2010 gründete Blow, zusammen mit anderen Independent-Spieleentwicklern wie Ron Carmel und Kellee Santiago, den Indie Fund.
2012 war Blow einer der Protagonisten in der Independent-Dokumentation Indie Game: The Movie, in welcher er über die Rolle von Indie-Spielen aus seiner Sicht und über die Arbeit an Braid sprach.
Ende 2014 begann er mit der Entwicklung einer neuen Programmiersprache namens Jai [dʒeɪ].

## Philosophie und Ansichten
In Interviews oder öffentlichen Vorträgen sprach Blow bereits mehrfach über seine Ansichten zu Independent Computerspielen. Für seine manchmal kontroversen Ansichten erhielt er Lob und wird als „the kind of righteous rebel video games need“ und „a spiritual seeker, questing after truth in an as-yet-uncharted realm“ angesehen.
Blow spricht oft über das Potenzial von Computerspielen, mehr als ein Spiel zu sein. Er versucht Spiele zu entwickeln, die erwachsener sind, für Menschen mit längeren Aufmerksamkeitsspannen. Weiterhin merkte er an, dass Spiele in der Zukunft eine wesentlich größere Rolle in der Kultur spielen könnten. Aktuelle Spiele würden dieses Potenzial jedoch nicht ausschöpfen, sondern lediglich auf niedriges Risiko und hohen Profit abzielen. Außerdem erläuterte Blow, der früher Physik studierte, dass Spiele auf ähnliche Art und Weise das Universum untersuchen können, wie Physiker es können.
Bezüglich der Entwicklung seiner Spiele sagte Blow auf der Playstation Experience, dass er bevorzugt, sie spielbar zu halten und nur zu verbessern. Dies erwähnte Blow bei einer Liveübertragung, während Justin Massongill eine Demoversion von The Witness spielte.
Blow sprach sich gegen einige Spiele aufgrund ihres unmoralischen Game-Design aus. World of Warcraft nannte er unethisch, da es die Ursache für gesellschaftliche Probleme sei, indem es ein falsches Bild vom Sinn des Lebens vermittle. FarmVille nannte er „inherently evil“, da das Spieldesign das Ziel der Entwickler offenbart, die Lebensqualität der Spieler zu mindern.
Trotz des großen Erfolgs von Braid erwähnte Blow, dass sich die Entwickler aufgrund des Microsofts Xbox Live Arcade Zertifizierungsprozesses von der Plattform abwenden. Er sagte, „they kind of make themselves a pain in the ass“, dadurch würden sie Marktanteil an Steam verlieren.